# Комишлінка (Кармаскалинський район)
Комишлі́нка (рос. Камышлинка, башк. Ҡамышлы) — село у складі Кармаскалинського району Башкортостану, Росія. Адміністративний центр Комишлінської сільської ради.
20 липня 2005 року до складу села було включено селище Білоозерського Лісничества (населення станом на 2002 рік — 42 особи, з них чуваші 60 %).
Населення — 417 осіб (2010; 459 в 2002).
Національний склад:
- росіяни — 65 %